# Русские переводы Бодлера

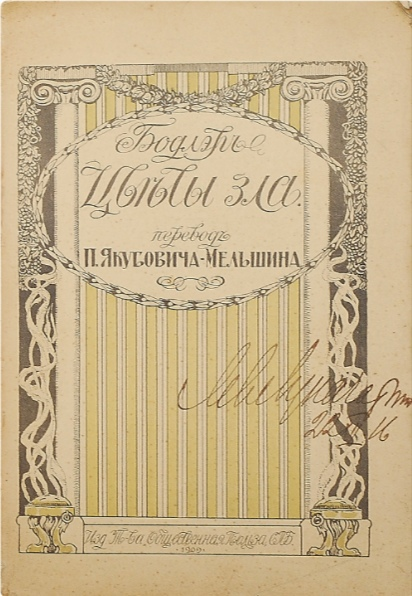

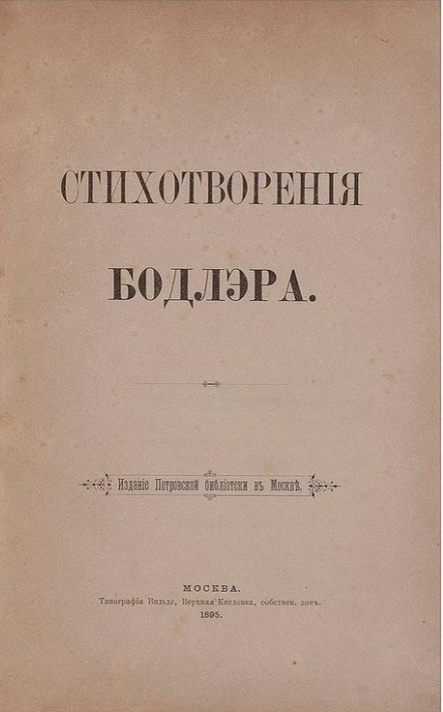
Первый русский сборник (1895)

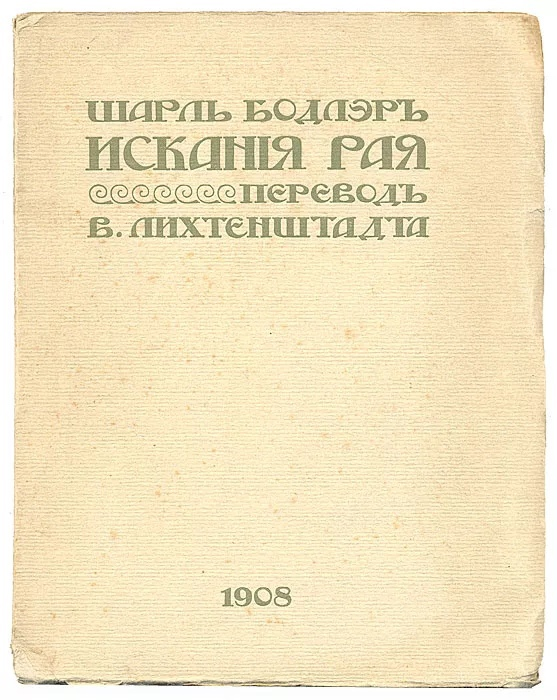

Русские переводы произведений Бодлера крайне многочисленны.
Множество русских переводчиков и поэтов первого ряда, в особенности в период Серебряного века, питали интерес к Бодлеру и старались его переводить.
Пик внимания к Бодлеру пришёлся на деятельность декадентов и символистов. Бодлера пробовали переводить практически все видные поэты Серебряного века, от Адамовича до Эфроса. «Судьба русского Бодлера более всего напоминает судьбу русского Байрона: чем один был для золотого века, тем другой стал для серебряного», пишет литературовед. По словам Николая Гумилёва, его творчество стало для них духовной родиной. По выражению Всеволода Багно, «прежде всего потому, что сама русская поэзия начала ХХ столетия, вобравшая в себя токи и бодлеровской лирики, с эстетической точки зрения была как бы её современницей (несмотря на хронологическую удалённость)».

## Характеристика
Наследие Бодлера состоит из нескольких книг:
- «Фанфарло» (1847) — новелла
- «Цветы зла» — сборник
- «Искусственный рай» (1860) — эссе о наркотиках
- «Обнаженное сердце» — дневник
- «Парижский сплин» (1869, посмертно) — сборник стихотворений в прозе
- статьи, максимы и проч.

Книга «Цветы зла» издавалась при жизни Бодлера в 1857 и 1861 годах (во 2-м изд. изъято 6 стихов и добавлено 35). Изъятые французской цензурой из 1-го издания стихотворения включались в так называемую «Книгу осколков» (Les Épaves), изданную тайно в Бельгии (всего, с новыми, 23 стихотворения). В 1868 году, после смерти Бодлера, вышло её 3-е издание, подготовленное самим поэтом и изданное его друзьями и включившее 151 стихотворение.
Советское издание Бодлера в серии «Литературные памятники» (1970), которое подготовили Н. И. Балашов и И. С. Поступальский — первый перевод на русский язык «Цветов зла» не по 3-му изданию 1868 г., а по проекту 3-го издания, реконструированному Н. И. Балашовым, и первое научное издание Бодлера по-русски.

### Хронология
Первым переводом Бодлера на русский язык, по сведениями Витковского, стало прижизненное издание в 1853 году стихотворения «Утро», напечатанное личным знакомым Бодлера Николаем Сазоновым под псевдонимом «Карл Штахель» в журнале «Отечественные записки». Первый отдельный сборник Бодлера вышел в 1895 году, он включал 53 перевода Якубовича, ранее публиковавшихся отдельно.
В Российской империи, вслед за Францией, публикация Бодлера была запрещена цензурой: «Цветы зла» были запрещены в 1859 году, «Дополнения к Цветам зла» и «Осколки» — в 1881 и 1883 годах. Поэтому в XIX веке в России Бодлера переводили преимущественно либералы и революционеры, они делали акцент на социально-критических мотивах его поэзии, при этом «тогда Бодлеру навязывали ритмы Некрасова и всем это казалось в порядке вещей». Только после отмены цензуры в 1905 году в России эти запреты перестали действовать.
Советская цензура также влияла на возможность печатания отдельных стихов Бодлера (напр., стихотворения «Крышка», «Отречение св. Петра», «Акафист сатане»).
Валентин Катаев (поклонник Бодлера), в своем докладе на бельгийском бодлеровском коллоквиуме, поделил знакомство русской аудитории с Бодлером на три этапа. Первый этап, по его мнению, связан с переводами П. Ф. Якубовича; второй этап — после революции 1905 года, когда русская общественная мысль и критика поместили его рядом с Верленом, Рембо и Малларме, назвав «глашатаем нового искусства»; наконец, начало третьего этапа он датирует 1960-ми годами, когда началось академическое, научное освоение наследия.

### Полные переводы
Вслед за отменой цензуры в 1905 году вышли относительно полные переводы А. Панова (1907), А. Альвинга (1908) и Эллиса (1908), в которых, тем не менее, не было изъятых французской цензурой стихов. Полный перевод Альвинга (без «Осколков») 1908 года все равно оказался изъят из-за цензуры, тираж уничтожен.
Ламбле опубликовал перевод в 1929 году в эмиграции, из-за чего тот был практически забыт.
Последним полным стал перевод, который выполнил Вадим Шершеневич в 1940 году. О нём он пишет в предисловии: «Отдельные стихотворения Бодлера переводили многие. Есть переводы отдельных стихов лучше, чем мои переводы, но мой перевод имеет то преимущество, что он полный». Он сделал пятый полный перевод, однако рукопись была напечатана только в XXI веке.
Других полных переводов не обнаружено, сообщает Евгений Витковский.
Больше половины корпуса перевели П. Ф. Якубович и В. В. Левик.

### Стилистика
Дискуссионен вопрос о том, насколько верно переводчики передают дух Бодлера. Так, отдельные переводы И. Анненского, В. Иванова и Бальмонта Шершеневич порицает за то, что те «приукрашивали Бодлера мистикой и символическими красотами». Как пишет критик, «с русским Бодлером есть известная проблема: за него брались лучшие мастера, от Вячеслава Иванова до Анатолия Гелескула, но по какой-то причине переводы их почти никогда не удавались, выходили слишком гладкими, иногда — до скуки риторичными, иногда — манерными». При этом Евгений Витковский пишет: «Бодлера трудно переводить: учёные разобрали его поэзию на молекулы и мы слишком много о ней знаем».

## Список переводчиков

### 19 век
- Андреевский, Сергей. 1866 год
- Анненский, Иннокентий[10]. Багно его хвалит: "Только Анненский и Вячеслав Иванов могли передать предрасположенность Бодлера к сдержанности и упорядоченности в передаче душевной смуты и душевного разлада"[3].
- Бибиков, Виктор[11]
- Курочкин, Николай. 1870, в журнале "Отечественные записки". Багно считает его "Конец дня" очень удачным переводом[3], кроме того, "переводы Курочкина, будучи чрезвычайно яркими версиями, в целом соответствуют переводческим принципам «некрасовской школы»"[3].
- Лихачов В.
- Мережковский, Дмитрий
- Минаев, Дмитрий. 1870, в газете "Искра"
- Минский, Николай[11]
- Михайловский, Дмитрий
- Сазонов, Николай («Карл Штахель») — первый переводчик Бодлера на русский язык (1853).
- Чюмина, Ольга
- Якубович, Пётр (под псевдонимом Рамшев Матвей, 1887). В кн.: Французские поэты / Изд. под ред. Н. Новича . — СПб: тип. Фарбера, 1900; 1909 год. По мнению Шершеневича, самый похожий по настроению из предшественников, однако со слабой поэтической техникой[8]. Объём увеличен на 30-40 %, получился пересказ. Корней Чуковский его осуждает: «он навязал ему скорбную некрасовскую ритмику и затасканный надсоновский словарь, так что Бодлер у него получился очень своеобразный — Бодлер в народовольческом стиле»[6]. По мнению Багно: " переводы Якубовича, наряду с переводами символистов, но независимо от них, формировали переводческие принципы русской школы стихотворного перевода XX века", однако он уснащает свой перевод избыточными эпитетами, это "устойчивые поэтизмы, оказывающие на поэтику Бодлера разрушительное действие"[3].

### 20 век
- Адамович, Георгий[12]
- Алексеев, Вадим Викторович. 1989[13]
- Алексинский, Григорий[14]
- Альвинг, Арсений.[15] 1908 год. Полный перевод (без «Осколков»). Сборник был признан богохульным и запрещён, тираж почти полностью изъят[16]. Совр. издание: Цветы зла, СЗКЭО, 2019
- Аксенов, Михаил. В кн.: Бодлер Ш. Цветы зла.. М., 1970 (Серия «Литературные памятники»)
- Александрович А. (наст. имя А. А. Булгаков). В кн.: Маленькие поэмы в прозе / Шарль Бодлэр; Пер. и вступ. ст. «Поэзия Бодлэра» А. Александровича. — Москва : тип. Г. Лисснера и А. Гешеля, 1902
- Амфитеатров, Александр . 1917
- Антокольский, Павел
- Аренс, Вера Евгеньевна
- Бабицкий, Иван Ф. 1999[17]
- Баевская, Елена. В кн.: Бодлер Ш. Стихотворения, проза. М.: Рипол Классик, 1997; Бодлер Ш. Стихотворения в прозе (Парижский сплин). Фанфарло. Дневники // Пер. Е. В. Баевской. — СПб.: Наука, 2011
- Бальмонт, Константин
- Бем, Ирина Альфредовна
- Бродский, Давид. В кн.: Бодлер Ш. Цветы зла.. М., 1970 (Серия «Литературные памятники»)
- Брюсов, Валерий
- Васильев, Владимир
- Владимиров, А. (поэт из Одессы) В кн.: Бодлер Ш. Цветы зла.. М., 1970 (Серия «Литературные памятники»)
- Владимирова, Ада[18]
- Волков М. 1909
- Волошин, Максимилиан
- Гатов, Александр. В кн.: Бодлер Ш. Цветы зла.. М., 1970 (Серия «Литературные памятники»)
- Гелескул, Анатолий
- Глебова-Судейкина, Ольга[19]
- Головачевский С.
- Голубенцев Н. В кн.: Алоизиюс Бертран. Гаспар из тьмы. (Серия Литературные памятники). М. Наука, 1981.
- Горбунов-Посадов, Иван[20]
- Гордон, Марк. В кн.: Бодлер Ш. Цветы зла.. М., 1970 (Серия «Литературные памятники»)
- Гумилёв, Николай. Собрание сочинений Бодлера должно было выйти в издательстве «Всемирная литература» под редакцией Н. Гумилева. После расстрела Гумилева издательство исключило сборник из своих планов. Гумилев успел перевести для него 15 стихотворений Бодлера и отредактировать еще целых 25. Также сохранилось его предисловие[21].
- Гуревич, Любовь и Парнок, София. Кн.: Шарль Бодлер. Стихотворения в прозе. Пер. с фр. под ред. Л. Гуревич и С. Парнок; Со вступ. ст. Л. Гуревич. СПб, Посев, 1909
- Даниэль, Юлий
- Денисов, Юрий Михайлович
- Донской, Михаил. В кн.: Бодлер Ш. Лирика. М.: Издательство художественной литературы, 1965 г.
- Дынник, Валентина. 1922
- Есенин-Вольпин, Александр[22]
- Журин, Александр. 1915
- Зенкевич, Михаил
- Иванов, Вячеслав. По мнению Жоржа Нива «Иванов заметно притупляет, смягчает бодлеровские диссонансы <…> Бодлер здесь стал русским символистом, но потерял свою изумительную “парадоксальную” оригинальность»[23]. Багно пишет, что Иванов усиливает образность и символизм, при этом добавляя, что "только Анненский и Вячеслав Иванов могли передать предрасположенность Бодлера к сдержанности и упорядоченности в передаче душевной смуты и душевного разлада"[3].
- Иванов, Георгий
- Касаткин М. В кн.: Бодлер Ш. Лирика. М.: Издательство художественной литературы, 1965 г.
- Кассирова Е.
- Квятковская, Майя. В кн.: Бодлер Ш. Лирика. М.: Издательство художественной литературы, 1965 г.
- Коган Л.
- Козовой, Вадим.[24] В кн.: Строфы века — 2. М.: Полифакт, 1998 г.
- Комаровский, Василий. 1913[25]. По мнению Витковского, его перевод «Пристани» уступает лишь цветаевскому.
- Кротков, Алексей Владимирович[26]
- Кублицкая-Пиоттух, Александра[27]
- Курсинский, Александр.[28]
- Ламбле, Адриан. Издано в Париже в 1929 году. Совр. изд.: Цветы зла. Пер. с франц. Адриана Ламбле. Водолей, 2012.
- Лебедева, Лидия. 1903 или 1911[29]
- Левик, Вильгельм. Чуковский недоволен его переводом: «До какой степени ему [Левику] свойственно увлекаться поэтами, которых он переводит, видно из его недавней статьи о Бодлере, где он по внушению любви выдвигает на первое место светлые черты его личности и скороговоркой — да и то мимоходом — упоминает о темных»[6].
- Лернер, Николай. 1907[30]
- Лившиц, Бенедикт[31]
- Линецкая, Эльга. В кн.: Бодлер Ш. Лирика. М.: Издательство художественной литературы, 1965 г.
- Лихачев, Иван.[32] В кн.: Бодлер Ш. Лирика. М.: Издательство художественной литературы, 1965 г.
- Лихтенштадт, Владимир. 1908. Перевод статей. В кн.: Бодлер Ш. Стихотворения, проза. М.: Рипол Классик, 1997
- Лозина-Лозинский, Алексей.[33] Переложения, опубликованные в журналах
- Лозинский, Михаил
- Лыжин, Павел
- Люмкис, Эмиль[34]
- Микушевич, Владимир
- Миримская, Марина. В кн.: Бодлер Ш. Стихотворения, проза. М.: Рипол Классик, 1997
- Мосешвили, Георгий. Перевод максим. В кн.: Бодлер Ш. Стихотворения, проза. М.: Рипол Классик, 1997
- Набоков, Владимир
- Озерова, Ирина[35]. В кн.: Бодлер Ш. Лирика. М.: Издательство художественной литературы, 1965 г.
- Остроумов, Лев Евгеньевич. 1917 год. В кн.: Бодлер Ш. Цветы зла.. М., 1970 (Серия «Литературные памятники»)
- Панов А. А. 1907
- Парнах, Валентин
- Петров, Сергей.[36] В кн.: Бодлер Ш. Цветы зла.. М., 1970 (Серия «Литературные памятники»)
- Портнов, Владимир.[37] В кн.: Бодлер Ш. Лирика. М.: Издательство художественной литературы, 1965 г.
- Ревич, Александр. В кн.: Европейская поэзия XIX века. М.: Художественная литература, 1977 (серия «Библиотека всемирной литературы»)
- Рубанович, Семен.[38] В кн.: Бодлер Ш. Цветы зла.. М., 1970 (Серия «Литературные памятники»)
- Рудин, Николай.[39] 1960-е.
- Северянин, Игорь
- Сологуб Ф.[40]
- Стефанов, Юрий[41]
- Столярова Н. и Лимпан Л. Перевод статей. В кн.: Бодлер Ш. Стихотворения, проза. М.: Рипол Классик, 1997
- Стрижевская Наталья. В кн.: Бодлер Ш. Стихотворения, проза. М.: Рипол Классик, 1997; Versии. Французская поэзия в переводах Натальи Стрижевской — М. Дом-музей Марины Цветаевой, 2008
- Тардов, Владимир[42]. 1907
- Френкель, Сергей[43]
- Ходасевич, Владислав[44]
- Шаховской, Дмитрий («Странник»)[45]
- Шенгели, Георгий
- Шершеневич, Вадим. Полный перевод корпуса выполнен в 1933—1940 годах, но оставался неопубликованным. Первые полные публикации: изд-во «Водолей», 2007, 2009, 2017.
- Шор, Владимир. В кн.: Бодлер Ш. Лирика. М.: Издательство художественной литературы, 1965 г.
- Цветаева, Марина[46]
- Чеботаревская, Анастасия. Письма. 1913
- Чежегова, Инна. В кн.: Европейская поэзия XIX века. М.: Художественная литература, 1977 (серия «Библиотека всемирной литературы»)
- Эллис (Лев Кобылинский). 1908. По словам Шершеневича, сделан с подстрочника, так как переводчик почти не знал французского языка. "Эллис, как ярый декадент, придал переводимому им Бодлеру черты демонизма и католицизма, словно это не Бодлер, а Барбе Д’Оревильи[8]. Также перевел дневник «Мое обнаженное сердце».
- Энгельке, Александр[47]. В кн.: Бодлер Ш. Цветы зла.. М., 1970 (Серия «Литературные памятники»)
- Эфрон, Ариадна[48]. В кн.: Бодлер Ш. Лирика. М.: Издательство художественной литературы, 1965 г.
- Эфрос, Абрам
- Яснов, Михаил. В кн.: Бодлер Ш. Стихотворения, проза. М.: Рипол Классик, 1997; «Обломки» в кн.: Бодлер Ш. Цветы зла. Парижский сплин. СПб.: Азбука, 2018 г. По словам Витковского, в 1909 году его «книга была уже изрядным анахронизмом (…) Между тем удачи у Якубовича были, и даже теперь, сто лет спустя, из истории „русского Бодлера“, (…), эти переводы не выкинешь ни исторически, ни художественно»[49].

### 21 век
- Адамышева, Анастасия
- Афонькин, Сергей. Раздел «Осколки». В кн.: Бодлер Ш. Цветы зла, СЗКЭО, 2019
- Булатовский, Игорь. В кн.: Бодлер Ш. Избранные стихотворения. Пер. И. Булатовского. Jaromir Hladik press, 2021. Осовремененный перевод — «он разрушает строгие бодлеровские формы, переводит его свободным стихом, мешает архаизмы и сленг, составляет новые композиции из фрагментов классических циклов»[9].
- Виговский, Олег[50]
- Дубровкин, Роман. В кн.: Французский сонет. М.: Текст, 2017.
- Исаев, Сергей (Кландестинус)[51]
- Савченко, Михаил[52]
- Хромов, Станислав Викторович

## Ключевые издания
- Бодлер Ш. Лирика. М.: Издательство художественной литературы, 1965 г.
- Бодлер Ш. Цветы зла. М., 1970 (Серия «Литературные памятники»)[53]
- Европейская поэзия XIX века. М.: Художественная литература, 1977 (серия «Библиотека всемирной литературы»)
- Бодлер Ш. Стихотворения, проза. М.: Рипол Классик, 1997
- Строфы века — 2. М.: Полифакт, 1998 г.
- Бодлер Ш. Цветы зла. Пер. В. Шершеневича. «Водолей», 2007, 2009, 2017.
- Шарль Бодлер. Стихотворения в прозе (Парижский сплин). Фанфарло. Дневники //Пер. Е. В. Баевской. — СПб.: Наука, 2011
- Бодлер Ш. Цветы зла. Пер. А. Ламбле. Водолей, 2012.
- Бодлер Ш. Избранные письма / Перевод под ред. С. Л. Фокина. — СПб.: Machina, 2012. — 366 с. — ISBN 978-5-901410-96-7
- Французский сонет. Пер. Р. Дубровкина. М.: Текст, 2017.
- Бодлер Ш. Цветы зла. Парижский сплин. СПб.: Азбука, 2018
- Бодлер Ш. Цветы зла. Пер. А. Альвинга, С. Афонькина. СЗКЭО, 2019
- Бодлер Ш. Избранные стихотворения. Пер. И. Булатовского. Jaromir Hladik press, 2021